# Goszczanówko
Goszczanówko [pronunciación en polaco: /ɡɔʂt͡ʂaˈnufkɔ/] (en alemán: Guschterbruch) es un pueblo ubicado en el distrito administrativo de Gmina Drezdenko, dentro del Condado de Strzelce-Drezdenko, Voivodato de Lubusz, en Polonia occidental.
Goszczanówko se encuentra aproximadamente a 19 kilómetros al suroeste de Drezdenko, a 15 kilómetros al sur de Strzelce Krajeńskie, y a 24 kilómetros al este de Gorzów Wielkopolski.
El pueblo tiene una población de 140 habitantes.